# Białaszewo (gmina)
Białaszewo – dawna gmina wiejska istniejąca w latach 1867–1954 i 1973–1976 w woj. białostockim, a następnie w woj. łomżyńskim (dzisiejsze woj. podlaskie). Siedzibą gminy było za II RP oraz w latach 1970. Białaszewo, a w latach 1945–54 Lipińskie.

## Pierwsza odsłona (1867–1954)
Gmina Białaszewo została utworzona w wyniku carskiej reformy administracyjnej 1867 roku jako jedna z 9 gmin powiatu szczuczyńskiego w guberni łomżyńskiej Królestwa Polskiego. W 1880 roku obszar gminy Białaszewo wynosił 15815 mórg. Mieszkało na jej terenie 5000 osób.
W okresie międzywojennym gmina Białaszewo należała do powiatu szczuczyńskiego w woj. białostockim.
Po wojnie gmina zachowała przynależność administracyjną. 12 marca 1948 roku powiat szczuczyński przemianowano na powiat grajewski.
Według stanu z 1 lipca 1952 roku gmina składała się z 23 gromad: Bagienice, Białaszewo, Białaszewo-Kolonia, Brzozowa Wólka, Brzozowo, Ciemnoszyje, Gackie, Godlewo, Grozimy, Klimaszewnica, Lipińskie, Łojki, Łosewo, Modzele, Okół, Pieniążki, Siennickie, Sojczynek, Sośnia, Sulewo-Kownaty, Sulewo-Prusy, Zaborowo i Zalesie).
Gmina została zniesiona 29 września 1954 roku wraz z reformą wprowadzającą gromady w miejsce gmin.

## Druga odsłona (1973–1976)
Gminę Białaszewo reaktywowano wraz z reformą gminną 1 stycznia 1973 roku w woj. białostockim powiecie grajewskim. Gmina objęła nieco inne terytorium niż w 1954 roku: sołectwa Bagienice, Sulewo-Kownaty, Sulewo-Prusy i Zalesie odpadły do gminy Wąsosz, natomiast w jej skład weszły sołectwa Białogrądy, Kapice i Przechody, które należały w 1954 roku do gminy Ruda.  Łącznie nowa gmina Bełda objęła 22 sołectwa: Białaszewo, Białaszewo-Kolonia, Białogrądy, Brzozowa Wólka, Brzozowo, Ciemnoszyje, Gackie, Godlewo, Grozimy, Kapice, Klimaszewnica, Lipińskie, Łojki, Łosewo, Modzele, Okół, Pieniążki, Przechody, Sienickie, Sojczynek-Nowa Wieś, Sośnia i Zaborowoa.
1 czerwca 1975 roku gmina znalazła się w nowo utworzonym woj. łomżyńskim.
2 lipca 1976 roku gmina została zniesiona, a jej tereny włączone do gmin:
- Grajewo (obszary sołectw: Białaszewo, Białaszewo-Kolonia, Białogrądy, Brzozowa Wólka, Brzozowo, Ciemnoszyje, Gackie, Godlewo, Grozimy, Kapice, Lipińskie, Łojki, Łosewo, Modzele, Okół, Pieniążki, Przechody, Sienickie, Sojczynek-Nowa Wieś i Zaborowo),
- Radziłów (obszary sołectw: Klimaszewnica i Sośnia).